# Kepler-710b
Kepler-710b es un planeta extrasolar que forma parte de un sistema planetario formado por al menos un planeta. Orbita la estrella denominada Kepler-710. Fue descubierto en el año 2016 por la sonda Kepler por medio de tránsito astronómico.